# Quiina colonensis
Quiina colonensis là một loài thực vật có hoa trong họ Ochnaceae. Loài này được (D'Arcy) D'Arcy miêu tả khoa học đầu tiên năm 1987.